# Catacora (Pando)
Catacora (auch: Catacora Salida) ist eine Ortschaft im Departamento La Paz im südamerikanischen Anden-Staat Bolivien.

## Lage im Nahraum
Catacora ist zentraler Ort des Municipios Catacora in der Provinz José Manuel Pando. Die Ortschaft liegt auf einer Höhe von 4268 m nahe der peruanischen Grenze im Quellgebiet der Zuflüsse des Río Mauri, der südlich des Titicacasees in den Río Desaguadero mündet.

## Geographie
Catacora liegt südwestlich des Titicacasees auf dem bolivianischen Altiplano am östlichen Rand der Anden-Gebirgskette der Cordillera Occidental, die hier bis auf etwa 5000 m ansteigt. Das Klima der Region ist semiarid und ein typisches Tageszeitenklima, bei dem die mittlere Temperaturschwankung im Tagesverlauf deutlicher ausfällt als im jahreszeitlichen Verlauf.
Die mittlere Jahrestemperatur von Catacora liegt bei etwa 8 °C (siehe Klimadiagramm Charaña), die Monatswerte schwanken nur unwesentlich zwischen 5 °C von Juni bis Juli und 10 °C von November bis Januar. Der Jahresniederschlag beträgt nur niedrige 300 mm, die Monatsniederschläge liegen zwischen unter 10 mm in den Monaten Mai bis Oktober und bei etwa 50 mm von Dezember bis März.

## Verkehrsnetz
Catacora liegt in einer Entfernung von 188 Straßenkilometern südwestlich von La Paz, der Hauptstadt des gleichnamigen Departamentos.
Von La Paz führt die Nationalstraße Ruta 19 in südwestlicher Richtung 35 Kilometer bis Viacha, von dort die Ruta 43 über San Andrés de Machaca und Santiago de Machaca nach Catacora und weiter bis Hito IV an der peruanischen Grenze.

## Bevölkerung
Die Einwohnerzahl der Ortschaft ist in den vergangenen beiden Jahrzehnten auf etwa das Doppelte angestiegen:
| Jahr | Einwohner | Quelle       |
| ---- | --------- | ------------ |
| 1992 | 269       | Volkszählung |
| 2001 | 529       | Volkszählung |
| 2012 | 548       | Volkszählung |
| 2024 |           | Volkszählung |

Die Bevölkerung der Region gehört vor allem dem indigenen Volk der Aymara an, 91,4 Prozent der Einwohner des Municipio Catacora sprechen Aymara.